# Катарина фон Брауншвайг-Волфенбютел (1488 – 1563)
Катарина фон Брауншвайг-Волфенбютел (на немски: Katharina von Braunschweig-Wolfenbüttel, * 1488, † 29 юни 1563 в Нойхауз) от род Велфи (Среден Дом Брауншвайг) е принцеса от Брауншвайг-Волфенбютел и чрез женитба херцогиня на Саксония-Лауенбург (1509 – 1543).
Тя е първата дъщеря на херцог Хайнрих I от Брауншвайг-Волфенбютел († 1514) и съпругата му Катарина от Померания (1465 – 1526).
Катарина се омъжва на 20 ноември 1509 г. във Волфенбютел за херцог Магнус I (1470 – 1543) от род Аскани от 1507 г. херцог на Саксония-Лауенбург.
Те имат децата:
- Франц I (1510 – 1581), херцог на Саксония-Лауенбург

∞ 1540 Сибила Саксонска (1515 – 1592)
- Доротея (1511 – 1571)

∞ 1525 крал Кристиан III от Дания (1503 – 1559)
- Катарина (1513 – 1535)

∞ 1531 крал Густав I Васа от Швеция (1496 – 1560)
- Клара (1518 – 1576)

∞ 1547 херцог Франц от Брауншвайг-Гифхорн (1508 – 1549)
- София (1521 – 1571)

∞ 1537 граф Антон I от Делменхорст и Олденбург (1505 – 1573)
- Урсула (1523 – 1577)

∞ 1551 херцог Хайнрих V от Мекленбург (1479 – 1552)